# Istoty (film 2009)
Istoty – horror fantasy z 2009 roku.

## Opis fabuły
Grupa paleontologów składająca się z trzech osób, z profesorem Schneiderem na czele wyrusza w szwajcarskie Alpy, by tam prowadzić badania, które mają stanowić przełom w teorii ludzkiej ewolucji. Po drodze zabierają kilkoro turystów, którzy w planach mają uczestnictwo w miejscowym karnawale. Jednak nikt z nich nie spodziewa się, że już niebawem ich wyprawa zamieni się w prawdziwą gehennę. Staną się bowiem celem krwawego polowania zorganizowanego przez coś, lub kogoś, zamieszkującego te niezamieszkane rejony…

## Główne role
- Dominique Pinon – Gildas
- Philippe Nahon – Schneider
- Sara Forestier – Nadia
- Lorànt Deutsch – Thomas
- Élise Otzenberger – Patricia
- Manon Tournier – Elodie
- Marc Olinger – Burmistrz
- Christian Kmiotek – Paulo
- Marie-Paule Von Roesgen – Matka burmistrza